# Ionești (okręg Vâlcea)
Ionești – wieś w Rumunii, w okręgu Vâlcea, w gminie Ionești. W 2011 roku liczyła 1392 mieszkańców.